# (117) Lomia
(117) Lomia est un astéroïde de la ceinture principale.

## Description
(117) Lomia est un astéroïde de la ceinture principale. Il présente une orbite caractérisée par un demi-grand axe de 2,99 UA, une excentricité de 0,03 et une inclinaison de 14,9° par rapport à l'écliptique.

## Compléments